# Manuel Schapira

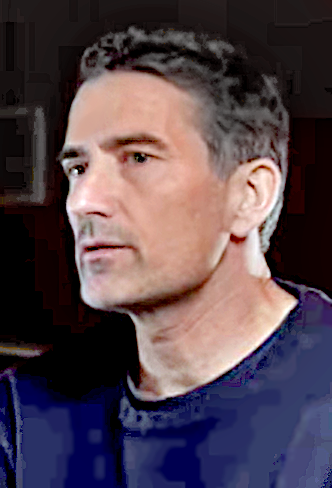
Manuel Schapira beim Braunschweig International Film Festival 2022

Manuel Schapira (* 1972 in Paris) ist ein französischer Filmregisseur.

## Leben
Schapira studierte zunächst Philosophie an der Université Paris 1 Panthéon-Sorbonne und schloss das Studium mit einem Bachelor ab. Anschließend studierte er Film mit der Spezialisierung Kamera an der École Louis-Lumière in Paris und schloss sein Studium 1997 mit dem Master ab.
Nach Ende des Studiums war Schapira vornehmlich als Regisseur von Kurzfilmen tätig. Heb ab aus dem Jahr 2006, für den Grand Corps Malade die Filmmusik schrieb, lief auf der Berlinale 2007 und gewann den mit dem Silbernen Bären prämierten Preis der Jury. Auch weitere Kurzfilme Schapiras waren auf Festivals erfolgreich, so wurde La fille de l’homme 2011 auf dem Filmfest Dresden für den Goldenen Reiter nominiert. Kein Zutritt erhielt 2013 eine César-Nominierung in der Kategorie Bester Kurzfilm und lief 2013 im Wettbewerb um den Preis der Jury des Tribeca Film Festivals. Im Jahr 2016 veröffentlichte Schapira mit Die Weissagung seinen ersten Langfilm, der von ARTE koproduziert wurde und am 7. Oktober 2016 erstmals im Fernsehen lief. Schapira kehrte 2018 mit der Krimiserie Ad Vitam – In alle Ewigkeit zum Fernsehen zurück, wobei er bei drei der gesamt sechs Folgen Regie führte. 

## Filmografie
- 1998: Le cercle (Kurzfilm)
- 2002: You Sure? (Kurzfilm)
- 2006: Heb ab (Decroche) (Kurzfilm)
- 2008: Bunker (Kurzfilm)
- 2010: La fille de l’homme (Kurzfilm)
- 2011: Kein Zutritt (Les meutes) (Kurzfilm)
- 2016: Die Weissagung (Damoclès) (TV)
- 2018: Roméo (Kurzfilm)
- 2018: Ad Vitam – In alle Ewigkeit (Ad Vitam) (TV-Serie, drei Folgen)

## Auszeichnungen (Auswahl)
- 2007: Preis der Jury – Kurzfilm (Silberner Bär), Berlinale 2007, für Heb ab
- 2011: Nominierung Goldener Reiter, Filmfest Dresden, für La fille de l’homme
- 2013: César-Nominierung, Bester Kurzfilm, für Kein Zutritt
- 2013: Nominierung Preis der Jury, Tribeca Film Festival, für Kein Zutritt